# Groupe de Janko
En mathématiques, les groupes de Janko J1, J2, J3 et J4 sont quatre des vingt-six groupes sporadiques ; leurs ordres respectifs sont :
| {\displaystyle J_{1}\,} | {\displaystyle 2^{3}\cdot 3\cdot 5\cdot 7\cdot 11\cdot 19}                                          |
| {\displaystyle J_{2}\,} | {\displaystyle 2^{7}\cdot 3^{3}\cdot 5^{2}\cdot 7}                                                  |
| {\displaystyle J_{3}\,} | {\displaystyle 2^{7}\cdot 3^{5}\cdot 5\cdot 17\cdot 19}                                             |
| {\displaystyle J_{4}\,} | {\displaystyle 2^{21}\cdot 3^{3}\cdot 5\cdot 7\cdot 11^{3}\cdot 23\cdot 29\cdot 31\cdot 37\cdot 43} |

## J1
Le plus petit groupe de Janko, J1 (en), d'ordre 175 560, possède une présentation en termes de deux générateurs a et b et de c = abab–1
{\displaystyle a^{2}=b^{3}=(ab)^{7}=(abc^{3})^{5}=(abc^{6}abab(ab^{-1})^{2})^{2}=1.}
Il peut aussi être exprimé en termes d'une représentation par permutations de degré 266. En fait, il possède 266 sous-groupes d'ordre 660, qui sont conjugués, et simples.
Janko trouva une représentation modulaire (en) en termes de matrices orthogonales 7 × 7 dans le corps à 11 éléments, avec les générateurs donnés par
{\displaystyle {\mathbf {Y} }=\left({\begin{matrix}0&1&0&0&0&0&0\\0&0&1&0&0&0&0\\0&0&0&1&0&0&0\\0&0&0&0&1&0&0\\0&0&0&0&0&1&0\\0&0&0&0&0&0&1\\1&0&0&0&0&0&0\end{matrix}}\right)\quad {\text{et}}\quad {\mathbf {Z} }=\left({\begin{matrix}-3&2&-1&-1&-3&-1&-3\\-2&1&1&3&1&3&3\\-1&-1&-3&-1&-3&-3&2\\-1&-3&-1&-3&-3&2&-1\\-3&-1&-3&-3&2&-1&-1\\1&3&3&-2&1&1&3\\3&3&-2&1&1&3&1\end{matrix}}\right).}
J1 fut décrit en premier par Zvonimir Janko en 1965, dans un article qui décrit le premier groupe simple sporadique nouveau découvert après plus d'un siècle et qui lança la théorie moderne des groupes sporadiques.
J1 peut être caractérisé de manière abstraite comme le seul groupe simple dont les 2-Sylows sont abéliens et qui possède un élément d'ordre 2 dont le centralisateur est isomorphe au produit direct du groupe d'ordre deux par le groupe alterné A5, c'est-à-dire isomorphe au groupe de symétrie de l'icosaèdre. Son groupe d'automorphismes extérieurs est trivial.
J1, J3 et J4 sont parmi les 6 groupes sporadiques simples appelés les parias, parce qu'ils ne sont pas des sous-quotients du groupe Monstre.

## J2
Le groupe de Janko J2 (en), d'ordre 604 800, possède une présentation en termes de deux générateurs a et b :
{\displaystyle a^{2}=b^{3}=(ab)^{7}=(ababab^{-1}ababab^{-1}abab^{-1}ab^{-1})^{3}=1,}
en termes desquels il a un automorphisme extérieur envoyant b vers b2. Le groupe est aussi appelé le groupe de Hall-Janko ou le groupe de Hall-Janko-Wales, puisqu'il a été prévu par Janko et construit par Marshall Hall et David Wales.
C'est un sous-groupe d'indice deux du groupe des automorphismes du graphe de Hall-Janko, conduisant à une représentation de permutation de degré 100. Cette représentation possède un stabilisateur d'un point avec les orbites de 36 et 63, isomorphe au groupe unitaire U3(3) (d'ordre 6048).
Nous pouvons aussi l'exprimer en termes d'une représentation modulaire à 6 dimensions sur le corps à 4 éléments ; si en caractéristique deux, nous avons w2 + w + 1 = 0, alors J2 est engendré par les deux matrices
{\displaystyle {\mathbf {A} }=\left({\begin{matrix}w^{2}&w^{2}&0&0&0&0\\w^{3}&w^{2}&0&0&0&0\\w^{3}&w^{3}&w^{2}&w^{2}&0&0\\w&w^{3}&w^{3}&w^{2}&0&0\\0&w^{2}&w^{2}&w^{2}&0&w\\w^{2}&w^{3}&w^{2}&0&w^{2}&0\end{matrix}}\right)\quad {\text{et}}\quad {\mathbf {B} }=\left({\begin{matrix}w&w^{3}&w^{2}&w^{3}&w^{2}&w^{2}\\w&w^{3}&w&w^{3}&w^{3}&w\\w&w&w^{2}&w^{2}&w^{3}&0\\0&0&0&0&w^{3}&w^{3}\\w^{2}&w^{3}&w^{2}&w^{2}&w&w^{2}\\w^{2}&w^{3}&w^{2}&w&w^{2}&w\end{matrix}}\right).}
J2 est le seul des 4 groupes de Janko qui est une partie du groupe Monstre ; il appartient ainsi à ce que Robert Griess appelle la « famille heureuse ». Comme il fait aussi partie du groupe de Conway Co1, il appartient aussi à la « deuxième génération » de la « famille heureuse ».
Griess relate (p. 123) comment Marshall Hall, en tant qu'éditeur du Journal of Algebra, reçut un court article intitulé A simple group of order 604801. Oui, 604 801 est premier (et tout groupe cyclique d'ordre premier est simple), mais l'ordre de J2 est 604 800.

## J3
Le groupe de Janko J3 (en), aussi connu comme le groupe de Higman-Janko-McKay, est un groupe sporadique fini simple d'ordre 50 232 960. Son existence a été pressentie par Janko et démontrée par Graham Higman et John McKay. En termes de générateurs a, b, c et d, son groupe d'automorphismes J3:2 peut être présenté ainsi :
{\displaystyle a^{17}=b^{8}=a^{b}a^{-2}=c^{2}=b^{c}b^{3}=(abc)^{4}=(ac)^{17}=d^{2}=[d,a]=[d,b]=(a^{3}b^{-3}cd)^{5}=1.}
Une présentation pour J3 en termes de générateurs a, b, c, d est :
{\displaystyle a^{19}=b^{9}=a^{b}a^{2}=c^{2}=d^{2}=(bc)^{2}=(bd)^{2}=(ac)^{3}=(ad)^{3}=(a^{2}ca^{-3}d)^{3}=1.}
Il peut aussi être construit via une géométrie sous-jacente, comme cela fut effectué par Weiss, et possède une représentation modulaire à 18 dimensions sur le corps fini à 9 éléments, qui peut être exprimée en termes de deux générateurs.

## J4
Le groupe de Janko J4 (en) a été suggéré par Janko en 1976, puis son existence et son unicité furent démontrées par Simon Norton en 1980. C'est le seul groupe simple d'ordre 86 775 571 046 077 562 880. Il possède une représentation modulaire à 112 dimensions sur le corps fini à deux éléments, un fait que Norton utilisa pour le construire, et qui est la manière la plus facile de le traiter informatiquement. Il possède une présentation en termes de trois générateurs a, b et c :
{\displaystyle a^{2}=b^{3}=c^{2}=(ab)^{23}=[a,b]^{12}=[a,bab]^{5}=[c,a]=\,}
{\displaystyle (ababab^{-1})^{3}(abab^{-1}ab^{-1})^{3}=(ab(abab^{-1})^{3})^{4}=\,}
{\displaystyle [c,bab(ab^{-1})^{2}(ab)^{3}]=(bc^{bab^{-1}abab^{-1}a})^{3}=\,}
{\displaystyle ((bababab)^{3}cc^{(ab)^{3}b(ab)^{6}b})^{2}=1\,}